# Jean Rodolphe Ramanantsoa
Pour les articles homonymes, voir Ramanantsoa.
Jean Rodolphe Ramanantsoa, plus connu sous le nom de Rodolphe Ramanantsoa, né le 8 avril 1951 à Iara (commune d’Ambalavao) (Haute Matsiatra), à Madagascar, et mort le 20 août 2016 à Maroala Amborovy (province de Mahajanga), est un ingénieur hydrogéologue malgache, spécialisé dans le domaine de l’énergie. 
Il a fait toute sa carrière au sein du Ministère de l’Énergie de la République de Madagascar et a occupé plusieurs postes à responsabilités dans ce secteur.

## Biographie

### Famille
Rodolphe Ramanantsoa est le fils de Rakajy, cultivateur Betsileo et de Ravaohita qui est morte prématurément alors que Rodolphe avait 2 mois. Il a été élevé par Ramijalahy, Maréchal des Logis, ancien combattant malgache dans l’Armée Française et de Rasana.
Il a un frère, Daniel et une sœur, Noëline.
Il a eu une enfance extrêmement modeste issue des milieux ruraux de la province de Fianarantsoa. Il épouse en 1978, Ravaomiarivony Raoilison Chantal Olga, étudiante à l’époque et a eu 2 enfants.   

### Formation et éducation
Il a commencé tardivement l’école faute de moyen. Il obtient en 1970 son baccalauréat technique option Génie Civil au lycée Beravina à Fianarantsoa. Il les poursuit à l’Université d’Antananarivo et obtient une licence èsPhysique-Chimie en 1974.
Il rentre après à l’École Supérieure Polytechnique d'Antananarivo et sort major de sa promotion option Hydrogéologie en 1977.
Il entre ensuite au ministère de l’Économie et du Commerce, service énergie en tant qu’ingénieur d’études dans les années 1977. Entre autres, sa spécialisation en Administration et Gestion de l’Entreprise à Milan en 1982, en Management à Tokyo en 1984.
En 1987, il obtient un diplôme en Gestion et Planification Énergétique à l’Université de Louvain en Belgique (1987) puis au Canada chez Hydro-Québec en 1994. Il gagne ensuite le ministère de l’Économie et du Commerce, service énergie en tant qu’ingénieur d’études dans les années 1977.

### Administration
En 1980, Rodolphe Ramanantsoa devient le Chef de la Division des Projets Énergétiques au Ministère de l’Industrie et du Commerce. Il devient en 1982, Chef de la Division des Affaires Générales Énergétiques au sein du Ministère de l’Industrie, de l’Énergie et des Mines. En 1984, il est nommé Chef de Service des Études Économiques puis en 1988, Chef de Service de la Planification Énergétique (SPE) au sein du Ministère de l’Énergie et des Mines.
En 1999, il est nommé Directeur de l’Énergie et occupe ce poste jusqu’en 2003, année où il est nommé Président Exécutif de l’ADER ou Agence de développement de l'électrification rurale.
En 2006, il occupe le poste de Directeur Général de l’Énergie et de l’Eau puis en 2007 celui de Directeur Général de l’Énergie et des Mines.
Durant la période de transition en 2009, il a occupé le poste de Ministre de l'Énergie jusqu’en mars 2011.
Durant la quatrième République de Madagascar, il a été nommé en 2015, Conseiller Technique au sein de la Présidence. Enfin, il a été nommé ministre de l’Énergie et de l’Hydrocarbure encore une fois en Avril 2016 puis mourut mystérieusement en août 2016 durant ce mandat.

## Dimension internationale
Rodolphe Ramanantsoa était connu internationalement comme étant un spécialiste en Énergie et sa stratégie associée. Il fut un fidèle collaborateur de la Banque Mondiale dans le domaine de l’énergie à Madagascar durant des années,,,,. Ainsi, il participa à plusieurs conférences dont entre autres celles en Afrique et des pays francophones.
Il est membre du groupe d’experts internationaux à l’IRENA ou International Renewable Energy Agency depuis janvier 2009.

## Projets et réalisations
En collaboration avec les institutions internationales telles que IDA, BEI ou AFD, Madagascar a mis en place différentes réformes dans le domaine de l’énergie tels que le projet Énergie I dont il fut le Coordinateur National en 1991. Ce projet consista à mettre en place le cadre opérationnel et juridique de la réforme du secteur Énergie, Environnement et Mines.
Il coordonna ensuite le projet Énergie II en 1999 qui est la mise en œuvre du projet Énergie I dans la mise en place des organes tels que l’ADER, Agence de Développement de l'électrification rurale (dont il est le fondateur et financé par le FNE ou Fonds National de l’Électricité] et l’ORE ou Office de Régulation de l’Électricité.
En 2006, il coordonna le projet Énergie III.
La plupart de ces projets entrait entre autres dans le cadre de la réforme et la restructuration de la société d’état Jirama (Jiro sy Rano Malagasy), société des eaux et électricité de Madagascar. Un de ces projets était le P2RS2E ou Projet de Redressement et de Restructuration du Secteur de l’Eau et de l’Électricité.
Il a participé aux projets de construction et réalisation des centrales hydroélectriques de grandes puissances telles que Andekaleka, Namorona, Ambodiroka, Sahanivotry et  Tsiazompaniry, etc.
À l’échelle de l’électrification rurale, plusieurs réalisations étaient à son actif dans le cadre de la décentralisation de l’électricité dans plusieurs communes et régions de Madagascar,. Il s’agit surtout de la promotion du système de production électrique par les énergies nouvelles et les énergies renouvelables telles que les systèmes photovoltaïques, les éoliens terrestres, la biomasse, le biogaz, le biodiesel et les mini-centrales hydroélectriques. Il s’agissait aussi d’un politique d’optimisation et d’extension à l’échelle rurale des lignes de Transport et Distribution d’électricité.

## Publications
- Études des écoulements souterrains dans les nappes alluviales hétérogènes (juillet 1980)
- Bases de données énergétiques de Madagascar (février 1989)
- Situation et Problématiques de l’énergie à Madagascar (avril 1991)

## Distinctions
- Chevalier de l’Ordre National en 2000
- Grand Officier à titre posthume en 2016